# 33 Orionis
33 Orionis, eller n1 Orionis, är en blåvit ljusstark jätte i stjärnbilden Orion.
33 Orionis har visuell magnitud +5,46 och är synlig för blotta ögat vid god seeing. Den befinner sig på ett avstånd av ungefär 1135 ljusår.